# 公務人員特種考試基層警察人員考試
公務人員特種考試基層警察人員考試為中華民國曾經舉行的臨時性國家考試之一，簡稱為「基層警察特考」或「基警特考」，依據法規為《考試法》、《公務人員特種考試基層警察人員考試規則》等，現今由公務人員特種考試一般警察人員考試取代。

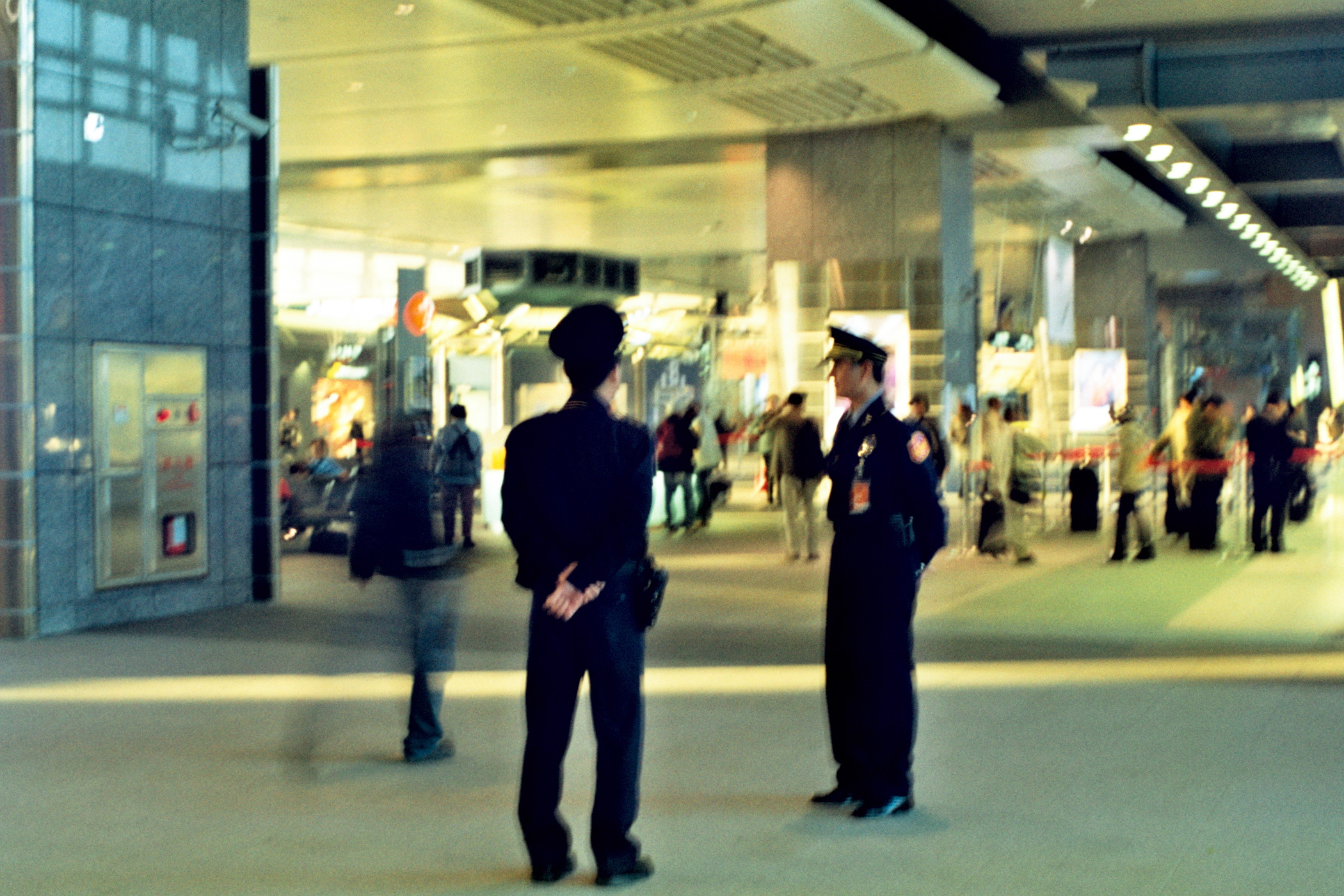
一般警察人員特考為台灣任用基層警察的重要管道之一；圖為正在執勤的台灣警察。

## 沿革
2004年，中華民國內政部因「警消機關缺額快速補足計畫」，開辦「公務人員特種考試基層警察人員考試」，讓非臺灣警察專科學校及中央警察大學畢業生報考，以專案方式補足基層警察人員。
2006年，中華民國政府以公平性為考量，全面取消公務人員特種考試警察人員考試(舊制)應考人必須為警察教育體系之臺灣警察專科學校及中央警察大學畢業生的限制，及特定警察類科需特定相關大專科系畢業的限制。該資格放寬雖獲得普遍好評，卻使部份臺灣警察專科學校及中央警察大學畢業生無法通過公務人員特種考試警察人員考試成為警察人員。而這些無法獲得警察資格的畢業生，不但面臨賠償在學教育費用「罰款」外，且可能長期失業；因此他們不但抗議此行政革新倉促且反覆不定，也勢必讓他們成為無業的「流浪警察」。
2010年，最後一次以「公務人員特種考試基層警察人員考試」名義舉行考試。而公務人員特種考試基層警察人員考試，自2011年改制變更為非警校生報考「公務人員特種考試一般警察人員考試」，俗稱外軌警察考試，同時增加二等考試和三等考試。

## 應考資格
四等考試：年滿18歲以上，28歲以下，本考試之男性應考人須服畢兵役或經核准免服兵役者，本考試區分男女性別錄取名額。
- 公立或立案之私立高級中等以上學校畢業得有證書者。
- 經初等考試或相當初等考試之特種考試及格滿三年者。
- 經高等或普通檢定考試及格者。

## 任官
依據「警察人員人事條例」通過警察人員考試錄取晉用的人員，依法任警察官資格。
- 四等考試及格者，職務序列任一線三星警員任用；官階：警佐警察官。

## 工作項目

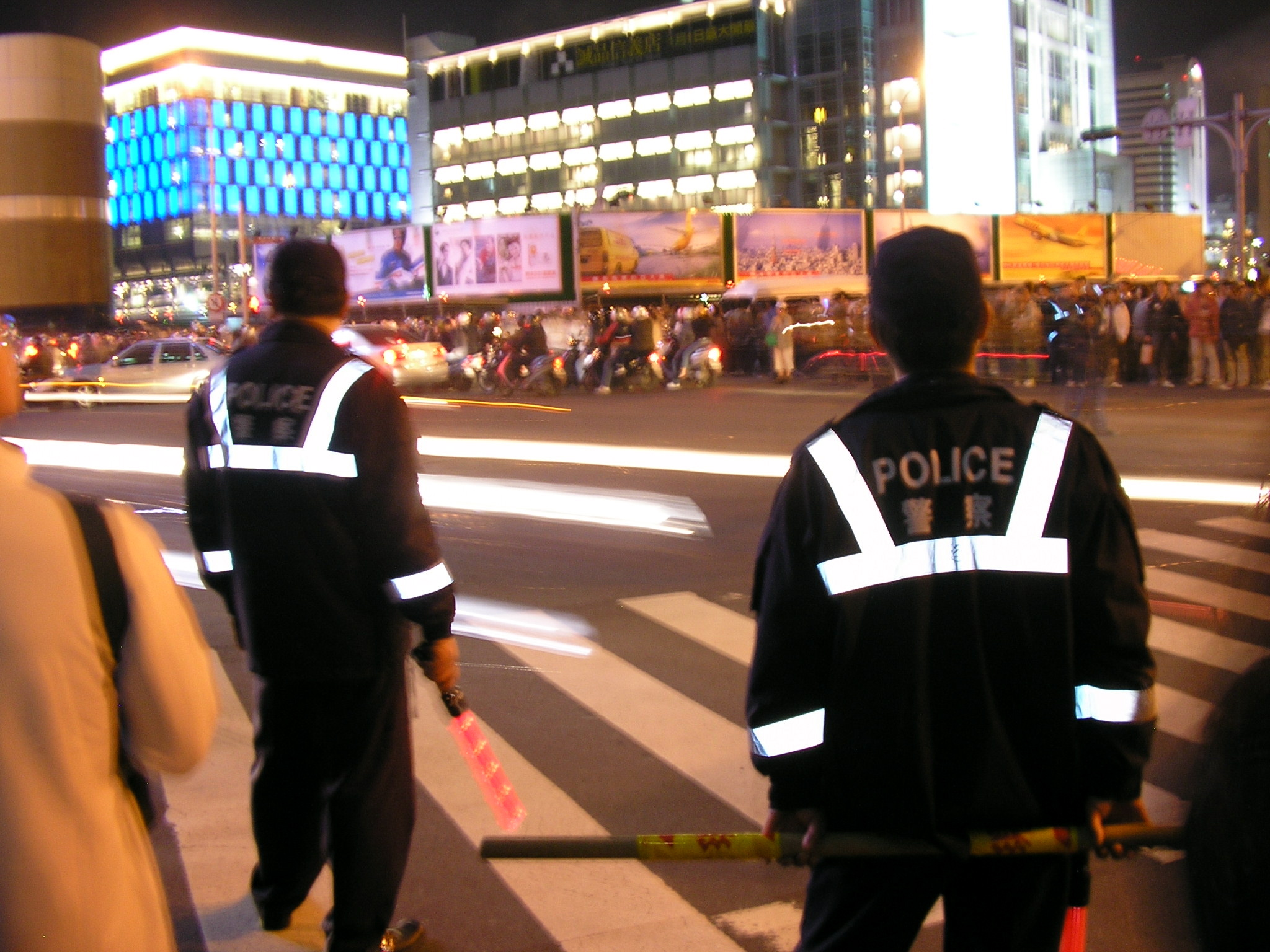
藉由警察特考晉用的是：包含交通警察的基層警員

該考試及格者，即以基層警察任用，並依志願員額等因素分發台灣各地警察機構。該考試分發不分男女性別年齡，均分發至警察局、派出所，在該機關擔任交通警察、保安警察及刑事偵防警察、外事警察、鑑識警員等等外勤事務性工作。值得一提的是，在該警察特考的須知中，雖然不限定女性參試，但同時也特地註明女性及格人員於分發任用後，除分娩、育嬰期間得暫時支援內勤工作外，其餘時間均必須與男性相同的從事第一線外勤工作。